# Laurent Le Mesle
 (septembre 2020).
Pour les articles homonymes, voir Lemesle.
Laurent Le Mesle, né le 8 février 1951 à Saint-Brieuc dans les Côtes-d'Armor, est un ancien conseiller technique de Jacques Chirac à la Présidence de la République, procureur général près la Cour d'Appel de Paris, et actuel Premier avocat général à la Cour de cassation.
Laurent Le Mesle a été le conseiller judiciaire du président de la République Jacques Chirac et l'a représenté lors des audiences préparatoires du Conseil supérieur de la magistrature (CSM).

## Parcours
- Début des années 1990 : Procureur Adjoint à Pontoise, il a pour procureur de la République Marc Moinard. Il y rencontre également Rémi Heitz, futur délégué interministériel à la sécurité routière, et Laure de Choiseul-Praslin, l'épouse du garde des Sceaux Pascal Clément, et Jean-Marie Beney, qui le remplacera en septembre 2006 comme directeur de cabinet du même garde des Sceaux Pascal Clément.
- Procureur de la République à Châteauroux.
- 1994 : Sous-directeur de la justice pénale générale à la chancellerie.
- 1999 : Limogé par le garde des Sceaux Élisabeth Guigou pour avoir publié un Que sais-je ? dans lequel il justifiait que le gouvernement puisse donner des instructions écrites au Parquet. Nommé procureur de la République de Nancy.
- 2002-2004 : Conseiller juridique du Président de la République Jacques Chirac. Il gère les dossiers judiciaires du président. À ce titre, il reçoit dès octobre 2002, à la veille de leur convocation par la police judiciaire, les anciens collaborateurs de Jacques Chirac à la mairie de Paris poursuivis dans l'affaire des faux chargés de mission.
- 2004 : Directeur de cabinet de Dominique Perben, garde des Sceaux, ministre de la justice.
- Juin 2005 : Directeur de cabinet de Pascal Clément, garde des Sceaux, ministre de la justice.
- Octobre 2006 : Procureur général près la Cour d'appel de Paris

## Chancellerie
À la chancellerie, Laurent Le Mesle a contribué à la nomination au poste de secrétaire général de Marc Moinard, ancien procureur général de Bordeaux, auprès de qui Laurent Lemesle a commencé sa carrière au parquet. Marc Moinard, ancien dirigeant de l'association professionnelle des magistrats (APM), syndicat proche de l'ex-RPR, est "l'homme de l'hélicoptère", qui avait dépêché en 1996 un appareil dans l'Himalaya afin de retrouver le procureur de la République de l'Essonne, Laurent Davenas, pour éviter l'ouverture d'une information judiciaire contre l'épouse du maire de Paris, Xavière Tiberi, dans l'affaire des emplois fictifs du Conseil général de l'Essonne.

## Procureur général de Paris
Le 13 septembre 2006, il est nommé procureur général près la cour d'appel de Paris lors du conseil des ministres en remplacement de Yves Bot, qui doit être nommé le 6 octobre 2006 avocat général à la Cour de justice des communautés européennes de Luxembourg. 
Le poste de procureur général de Paris est l'un des plus importants du parquet (ministère public). Placé sous l'autorité hiérarchique directe du garde des sceaux, il supervise l'essentiel des affaires sensibles et décide des choix de politique pénale.
Cette nomination est cependant décriée, puisque Laurent Le Mesle, ancien conseiller juridique du Président de la République Jacques Chirac, devra en tant que nouveau Procureur général de Paris réenclencher et suivre la procédure qui visera Jacques Chirac à l'expiration de son mandat présidentiel, concernant l'affaire des HLM de Paris.
Laurent Le Mesle est le supérieur hiérarchique de Jean-Claude Marin, le procureur de la République de Paris, ancien directeur des affaires criminelles et des grâces (DACG) de Dominique Perben.
En octobre 2007, il décide de ne pas rouvrir le dossier de l'affaire Robert Boulin

## Premier avocat général près la Cour de cassation
Le 10 décembre 2009, le Conseil supérieur de la magistrature (CSM) a donné un avis favorable à la nomination de Laurent Le Mesle au poste de Premier avocat général à la Cour de cassation, en remplacement de Régis de Gouttes Lastouzeilles, admis à faire valoir ses droits à la retraite. La nomination de Laurent Le Mesle a donc été entérinée par décret du Président de la République, le 25 décembre 2009.

## Pour approfondir